# Walaldé
Cet article concerne la localité du Sénégal. Pour le village de Mauritanie, voir Walaldé (Mauritanie).
Walaldé (ou Walalde ou Oualalde) est une commune du nord du Sénégal, située dans le département de Podor et la région de Saint-Louis. Elle se trouve sur l'île à Morphil, donc entre le fleuve Sénégal et l'un de ses bras secondaires : le Doué, à proximité de la frontière avec la Mauritanie.

## Histoire
Walalde a une histoire millénaire et fait référence depuis la période qui précède l'empire du Ghana, puis l'empire du Mali et les péripéties de l'existence du Fouta.
À titre d'exemple, Weynde Dieng et sa riche histoire dans l'Ouest africain et au Sénégal actuels de par sa descendance étendue, est rendu célèbre à partir de Walalde qu'il a façonné, mais qui lui a donné ce célèbre nom (c'était un des gouverneurs de l'empire du Ghana en exploration dans la partie ouest de l'empire).

## Administration
Le village a été érigé en commune en décembre 2008.

## Population
Selon une source officielle, le village de Walaldé compte 6 070 habitants et 829 ménages (recensement effectué en septembre 2009 après donc la création de la commune).
La commune compte quatre grands quartiers dénommés Belal, Boynguel, Nawde et Saloubes, noms tirés de quelques-uns des grands marigots et rivières qui font partie de l'environnement immédiat de Walalde et de son histoire millénaire. En 2014, à l'issue des élections locales, Walalde est passe à six(6) quartiers avec la création de deux nouveaux dénommés BALLEL et DEMADADO.

## Patrimoine
Le village ancien de Walaldé figure sur la liste des Sites et Monuments classés.